# Unomattina
Unomattina a Rai 1 reggeli műsorfolyama, amely 1986 óta jelentkezik minden hétköznap. A műsort a Saxa Rubran található gyártóbázison forgatják. 1992 óta a műsor nyári spin-offja az Unomattina Estate.

## Története
A műsor 1986. december 22.-én került először adásba, ami egy reggeli műsor volt a TG1 reggeli kiadásával és aktuális témákkal. A kezdeti műsorvezetők Piero Badaloni és Elisabetta Gardini voltak. A legtöbbet 10 évadot megszakításokkal Luca Giurato és Livia Azzaritti vezették. A műsornak az idők során több különböző blokkja és spin-offja született meg. A műsor főcímdala az idők folyamán nem változott.

## Évadok
| Évad | Első rész            | Utolsó rész      | Műsorvezetők                                                                           | Műsorvezetők | Műsorvezetők          | Műsorvezetők                  |
| ---- | -------------------- | ---------------- | -------------------------------------------------------------------------------------- | --- | --------------------- | ----------------------------- |
| 1    | 1986. december 22.   | 1987. június 26. | Piero Badaloni                                                                         | Elisabetta Gardini | A Gr2 műsorvezetői    |                               |
| 2    | 1987. szeptember 21. | 1988. június 24. | Piero Badaloni                                                                         | Livia Azzariti | A Gr2 műsorvezetői    |                               |
| 3    | 1988. szeptember 19. | 1989. június 30. | Piero Badaloni (január 6.-i adásig), Puccio Corona (január 9 - az évad utolsó részéig) | Livia Azzariti | A Gr2 műsorvezetői    | Beppe Bigazzi                 |
| 4    | 1989. szeptember 18. | 1990. június 29. | Puccio Corona                                                                          | Livia Azzariti | A Gr2 műsorvezetői    |                               |
| 5    | 1990. szeptember 17. | 1991. június 28. | Puccio Corona                                                                          | Livia Azzariti | Enrico Papi           | Beppe Bigazzi                 |
| 6    | 1991. szeptember 30. | 1992. június 12. | Puccio Corona                                                                          | Livia Azzariti | Enrico Papi           | Beppe Bigazzi                 |
| 7    | 1992. október 5.     | 1993. június 18. | Puccio Corona                                                                          | Livia Azzariti | Enrico Papi           | Beppe Bigazzi                 |
| 8    | 1993. október 18.    | 1994. június 17. | Puccio Corona                                                                          | Livia Azzariti | Enrico Papi           | Beppe Bigazzi                 |
| 9    | 1994. október 3.     | 1995. június 16. | Luca Giurato                                                                           | Livia Azzariti | Pino Strabioli        | Beppe Bigazzi                 |
| 10   | 1995. október 2.     | 1996. június 14. | Luca Giurato                                                                           | Livia Azzariti | Pino Strabioli        | Beppe Bigazzi                 |
| 11   | 1996. szeptember 30. | 1997. június 6.  | Ludovico Di Meo (március 21-ig), Stefano Ziantoni (március 24 - az évad végéig)        | Maria Teresa Ruta (január 17-ig), Livia Azzariti (január 20 - március 21.), Melba Ruffo di Calabria (március 24 - évad végéig) |                       | Beppe Bigazzi                 |
| 12   | 1997. szeptember 22. | 1998. május 29.  | Maurizio Losa                                                                          | Antonella Clerici |                       |                               |
| 13   | 1998. szeptember 28. | 1999. május 28.  | Luca Giurato                                                                           | Antonella Clerici |                       |                               |
| 14   | 1999. október 4.     | 2000. június 2.  | Luca Giurato                                                                           | Paola Saluzzi |                       |                               |
| 15   | 2000. szeptember 18. | 2001. június 1.  | Luca Giurato                                                                           | Paola Saluzzi |                       |                               |
| 16   | 2001. szeptember 17. | 2002. május 31.  | Luca Giurato                                                                           | Paola Saluzzi |                       |                               |
| 17   | 2002. szeptember 16. | 2003. május 30.  | Luca Giurato                                                                           | Roberta Capua |                       |                               |
| 18   | 2003. szeptember 22. | 2004. május 28.  | Marco Franzelli                                                                        | Roberta Capua | Caterina Balivo       |                               |
| 19   | 2004. szeptember 20. | 2005. június 3.  | Franco Di Mare                                                                         | Eleonora Daniele | Caterina Balivo       | Enza Sampò                    |
| 20   | 2005. szeptember 12. | 2006. június 2.  | Luca Giurato                                                                           | Eleonora Daniele | Monica Maggioni       |                               |
| 21   | 2006. szeptember 18. | 2007. június 18. | Luca Giurato                                                                           | Eleonora Daniele | Elisa Anzaldo         | Nicoletta Manzione            |
| 22   | 2007. szeptember 10. | 2008. május 30.  | Luca Giurato                                                                           | Eleonora Daniele | Elisa Anzaldo         | Duilio Giammaria              |
| 23   | 2008. szeptember 15. | 2009. május 29.  | Michele Cucuzza                                                                        | Eleonora Daniele | Bruno Mobrici         | Cinzia Fiorato                |
| 24   | 2009. szeptember 14. | 2010. május 28.  | Michele Cucuzza                                                                        | Eleonora Daniele | Stefano Ziantoni      |                               |
| 25   | 2010. szeptember 13. | 2011. május 27.  | Michele Cucuzza                                                                        | Eleonora Daniele | Franco Di Mare        |                               |
| 26   | 2011. szeptember 12. | 2012. június 1.  | Franco Di Mare                                                                         | Elisa Isoardi |                       |                               |
| 27   | 2012. szeptember 10. | 2013. május 31.  | Franco Di Mare                                                                         | Elisa Isoardi | Paolo Di Giannantonio |                               |
| 28   | 2013. szeptember 9.  | 2014. május 30.  | Duilio Giammaria                                                                       | Elisa Isoardi | Paolo Di Giannantonio | Livia Azzariti (6-10 gennaio) |
| 29   | 2014. szeptember 8.  | 2015. május 29.  | Franco Di Mare                                                                         | Francesca Fialdini |                       |                               |
| 30   | 2015. szeptember 7.  | 2016. május 27.  | Franco Di Mare                                                                         | Francesca Fialdini |                       |                               |
| 31   | 2016. szeptember 5.  | 2017. június 9.  | Franco Di Mare                                                                         | Francesca Fialdini |                       |                               |
| 32   | 2017. szeptember 11. | 2018. június 8.  | Franco Di Mare                                                                         | Benedetta Rinaldi |                       |                               |

## Rovatok
- Storie Italiane (Olasz történetek): A hétköznapi élet problémáival, az olasz közélet legfőbb eseményeivel foglalkozik. A műsorban bűnügyi hírekkel is foglalkoznak. Minden hétköznap 65 perces kiadással jelentkezik. A műsorban 2015 óta a Twitter oldalukon élő tweetelésekre is válaszolnak.
- Buono a sapersi (Jó tudni): Hasznos tippek és tanácsok.

## Különkiadások
A műsor jellegéből adódóan gyakran jelentkezett rendkívüli kiadásokkal, jellemzően az olaszországi parlamenti és helyhatósági választások esetében, amikor az exit poll eredményeket elemzik meghívott szakértőkkel. Ehhez hasonló rendkívüli kiadással jelentkezett a műsor a berlini fal leomlása, az Öbölháború kitörése, az 1997-es umbriai földrengések, a 2001. szeptember 11-ei terrortámadások, az Iraki háború, délkelet-ázsiai szökőár, Luciano Pavarotti halála, 2009-es l’aquilai földrengés, a 2015. novemberi 13-i párizsi terrortámadás vagy a 2016-os közép-olaszországi földrengések voltak.

## Nézettségi adatok
| Évad      | Nézők száma | Közönségarány |
| --------- | ----------- | ------------- |
| 2010-2011 | 1.136.000   | 23,72%        |
| 2011-2012 | 1.093.000   | 23,11%        |
| 2012-2013 | 1.045.000   | 20,17%        |
| 2013-2014 | 916.000     | 18,01%        |
| 2014-2015 | 943.000     | 18,57%        |
| 2015-2016 | 940.000     | 19,01%        |
| 2016-2017 | 897.000     | 17,91%        |